# Мангазея
Мангазе́я — первый русский заполярный город в Сибири, один из крупнейших в XVII веке центров торговли пушниной. Опорный пункт одноимённого торгового пути — Мангазейского морского хода.
Основан русскими колонистами в 1601 году. Располагался на севере Западной Сибири, на реке Таз в месте впадения в неё реки Осетровки (Мангазейки), на расстоянии приблизительно 180 км к югу от впадения Таза в Северный Ледовитый океан, на территории севера современного Красноселькупского района Ямало-Ненецкого автономного округа.
После царского запрета вывозить пушнину морским путём город постепенно пришёл в упадок и исчез к концу XVII века. Новой Мангазеей стали называть расположенный восточнее Туруханск (ныне Старотуруханск).

## Варианты названия и его этимология
Название города, предположительно, происходит или от имени самодийского князя Маказея (Монгкаси), или от старинного названия реки Таз. По мнению историка Н. И. Никитина, топоним «Молгонзея» восходит к коми-зырянскому «молгон» — «крайний, конечный» — и обозначает «окраинный народ».
В памятнике древнерусской литературы «Сказание о человецех незнаемых на восточной стране и о языцех розных» конца XV — начала XVI века, встречающемся в рукописях с XVI по XVIII века и представляющем собой полуфантастическое описание девяти сибирских народов, живущих за «Югорской землёй», сообщается:

«На восточной стороне, за Югорскою землею, над морем, живут люди Самоеды, зовомые молгонзеи. Ядь их — мясо оленье да рыба, да межи собою друг друга ядят…» 
По мнению этнографа В. И. Васильева, «молгонзеями»в этом источнике называют современный самодийский народ энцы, по названию энецкого рода Монгкаси.
В 1560 году английский дипломат и представитель Московской компании Энтони Дженкинсон, проехав Поволжье, сумел достичь Бухары. В 1562 году он опубликовал в Лондоне «карту Руссии, Московии и Тартарии», на которой указал уже название местности «Молгомзея» (в ориг. тексте — «Molgomzaia»).

## История Мангазеи

### XVI век и первое поселение
Ещё в XVI веке через ямальский волок поморы совершали свои походы в Обскую губу. Предположительно, ещё в конце XVI столетия на правом, более низком берегу судоходной тогда реки Лососёвой, позднее переименованной в Мангазейку, при впадении её в Таз, могла появиться их торговая фактория.
Как постоянное поселение, Мангазея была основана по инициативе царской администрации — в качестве опорного пункта для продвижения русских вглубь Сибири и укреплённого центра сбора ясака.
У В. Н. Татищева в Истории Российской краткая запись:

7107 (1598), Сентября 1 короновался царь Борис Федорович от патриарха, Мстиславский корону нес и золотом осыпал. В Сибири построен город Мангазея от князя Василия Масальского-Рубца 1599 году.
В 1600 году по указу царя Бориса Годунова из Тобольска на реку Таз был отправлен отряд из сотни стрельцов и служилых казаков во главе с воеводой Мироном Шаховским и письменным головой Данилой Хрипуновым. В пути немногочисленный отряд подвергся вооружённому нападению «воровской самояди» — предположительно юраков или селькупов. Потеряв в бою около тридцати человек, служилые люди сумели, однако, добраться до реки и заложить деревянный острог и церковь.
Время закладки самых старых из сохранившихся здесь до начала 1970-х годов построек (в 1601 году) удалось установить по спилам бревен основания стен, сохранившихся в условиях вечной мерзлоты. Образцы спилов, привезенные из Мангазеи после завершения исследований стали экспонатами лаборатории геоботаники Института экологии в Свердловске.

### XVII век. «Под государевой рукой»

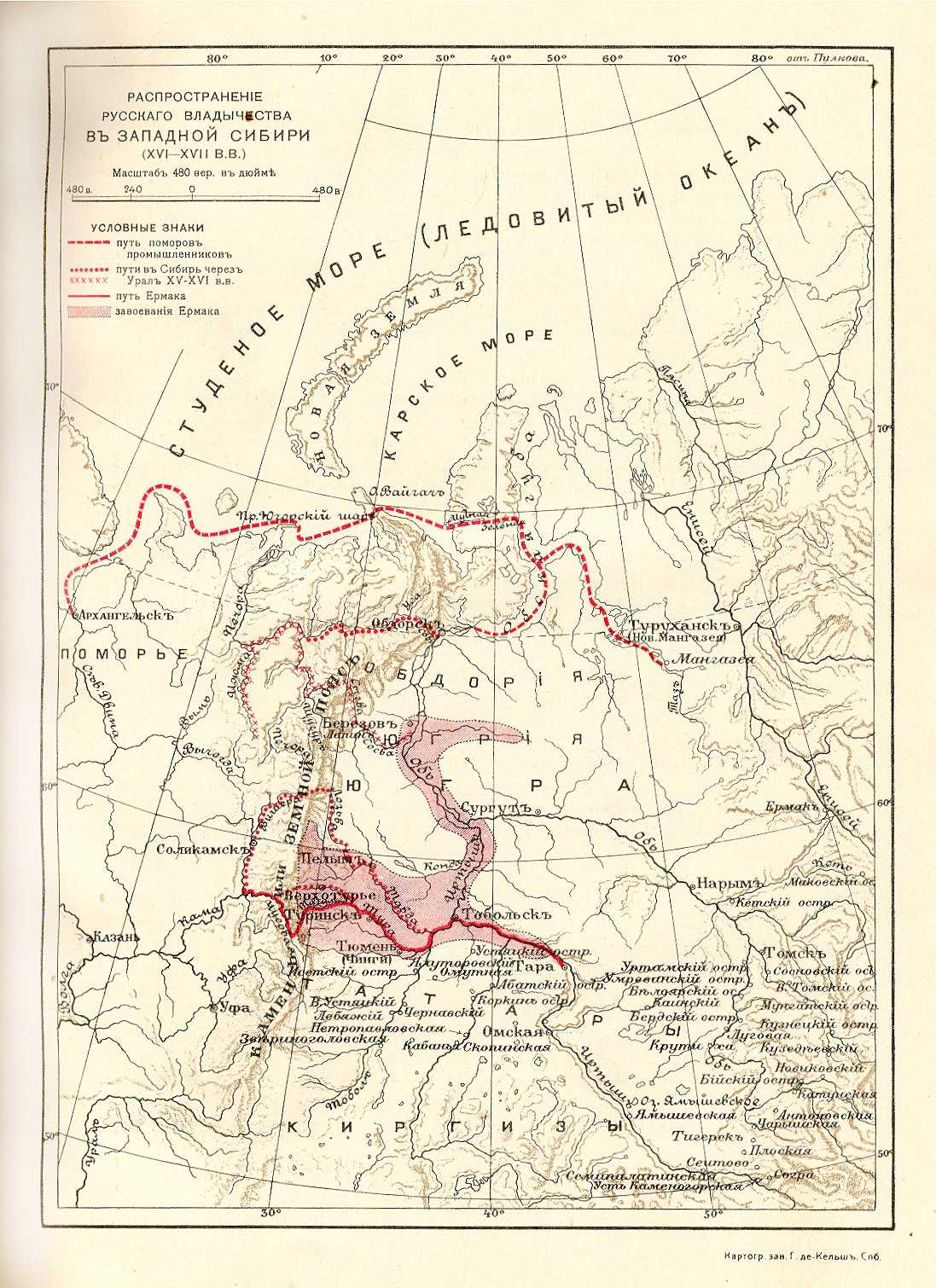
Карта Западной Сибири в конце XVI—начале XVII века

В следующем, 1601 году из Тобольска, Сургута и Берёзова на помощь им был отправлен более крупный отряд из двухсот служилых людей во главе с воеводами Василием Мосальским и Савлуком Пушкиным. Они помогли завершить возведение деревянного острога и основать посад. Строительство велось на правом, высоком берегу реки Таз, в трёхстах километрах от её устья.
В 1603 году в Мангазею был послан воеводой Фёдор Юрьевич Булгаков, основавший там гостиный двор и доставивший туда священника и церковную утварь.
В 1606 году в Мангазею прибыли новые воеводы Давыд Жеребцов и Курдюк Давыдов. Воеводская власть в крае была установлена окончательно.
В 1607 году начато было строительство городских крепостных укреплений — возведены Давыдовская, Ратиловская, Успенская, проезжая Спасская и Зубцовская башни. Четырёхстенный пятибашенный город сразу стал значительным экономическим центром.
В 1608 году в Мангазею регулярно доставлялся уже ясак не только местными племенами — самоедами (ненцами) и остяко-самоедами (селькупами) — но и проживавшими значительно южнее енисейскими остяками (кетами) и тунгусами (эвенками).
В 1612 году в Амстердаме голландский торговый агент Исаак Масса издал географический чертёж Мангазеи, на котором были показаны церкви, воеводский двор и хозяйственные постройки.
В 1616 году поморы, идя вдоль Мезенских и Пустозерских берегов через пролив Югорский Шар в Карское море, спустились по протекающей поперёк полуострова Ямал реке Мутной до озера Зелёного, откуда вышли в Обскую губу, проложив таким образом морской путь в Мангазею из Архангельска.

#### Запрет морского пути в Мангазею
Однако уже в 1620 году — в начале правления Михаила Фёдоровича Романова — плавание «морским путём», через ямальский волок в Мангазею под страхом смертной казни было запрещено.
Есть несколько версий о причинах запрета:
1. Контролировать морской путь в Мангазею государству не представлялось возможным, в то время как все пути по Оби и её притокам были перекрыты таможенными постами, и невозможно было провезти ни одну шкурку соболя, не заплатив казне государственную пошлину;
2. Пользовались морским путём в основном поморы, подрывая таким образом, «монополию» купечества на пушнину;
3. Англичане и голландцы были чрезвычайно предприимчивыми нациями, имели богатый опыт морских плаваний и освоения новых земель; английский и голландский торговые и военные флоты были лучшими в мире, и Сибирь могла стать английской или голландской колониями, подобно Северной Америке, Индии, Индонезии и др. Из обнаруженных в британских архивах в 1914 году историком И. И. Любименко[10] документов следует, что в 1612 году Англия планировала захват земель и установление своего протектората на Русском Севере, в Мангазее и на сопредельных территориях[11][12]. Помимо И. И. Любименко, к указанной проблеме обращался профессор В. С. Виргинский, опубликовавший в 1940 году статью о проекте превращения Северо-Восточной России в английскую колонию[13], а в 1989 году — британский историк Чарльз Даннинг[14]. Московская власть и богатое купеческое сословие справедливо опасались проникновения Англии и Голландии в русские владения на Севере. Закрыв морской путь в Мангазею, они тем самым сняли проблему потери этих территорий[источник не указан 454 дня].

В 1629 году управление Сибирью разделено на два разряда, или две области: Тобольскую и Томскую. В разряд Тобольска входили города: Верхотурье, Пелым, Туринск, Сургут, Березов и Мангазея с малыми острогами и зимовьями.
В 1629 году в город прибыли очередные двое воевод, Андрей Палицын и Григорий Кокорев, между которыми вспыхнула вражда, которая привела к вооружённому противостоянию.
Весной 1647 года воеводой в Мангазею назначен был Яков Тухачевский, выходец из смоленских дворян, который 17 сентября того же года там и скончался.
По указу Петра I от 1708 года государство было разделено на 8 губерний, город Мангазея вошёл в состав Сибирской губернии.

### «Исчезновение» Мангазеи
Закрытие морского пути привело к тому, что английские, голландские, а также большая часть русских купцов перестали торговать в Мангазее, это привело к экономическому упадку города. В 1619 году произошёл большой пожар, после него город не смог оправиться , и Мангазея исчезла: вначале как город, порт и торговая фактория, а затем и как историческое и географическое понятие. Глухие отзвуки о существовании в древности «златокипящей Мангазеи» остались в преданиях, легендах, устном творчестве и немногочисленных документах, похороненных в архивах. Историки и географы долгое время не проявляли никакого интереса к легендарному сибирскому городу. В культурном, историческом и географическом аспектах Мангазея повторила судьбу гомеровской Трои: с течением времени Мангазею стали считать легендарным городом — никогда не существовавшим на самом деле и, видимо, просто выдуманным и опоэтизированным в народной памяти и культуре национального фольклора.

### Материальные и документальные свидетельства существования Мангазеи

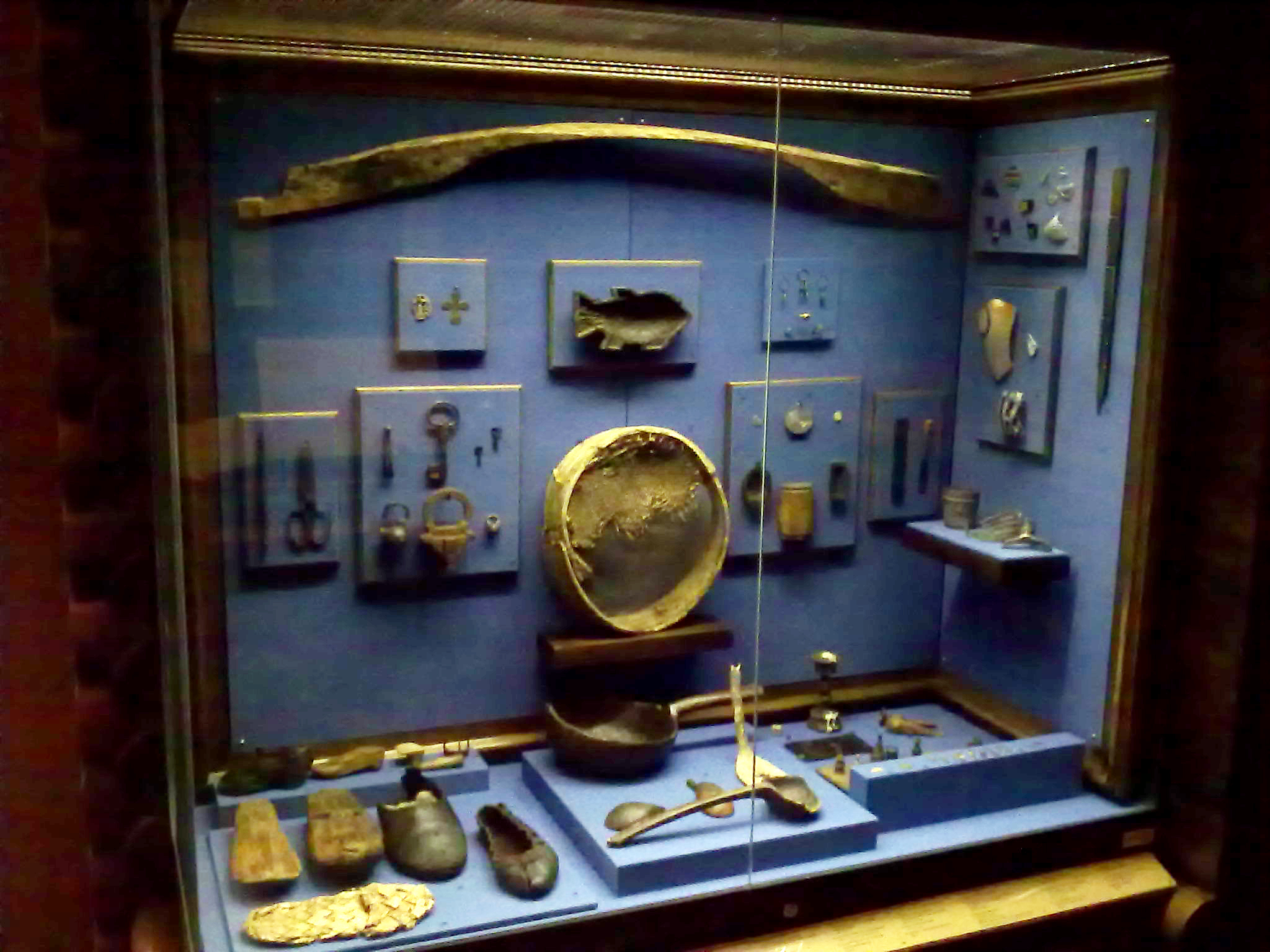
Материалы археологических раскопок в Мангазее (Государственный исторический музей)

В 1940—1941 годах экспедиция на советском гидрографическом судне «Норд» обнаружила на островах Фаддея и в заливе Симса на восточном побережье полуострова Таймыр остатки зимовья русских землепроходцев и предметы начала XVII века. Дальнейшие исследования находок, в том числе человеческих останков, проведённые археологами во главе с А. П. Окладниковым, позволили заключить, что около 1618 года русские мореходы под предводительством Акакия Мурманца сумели обогнуть полуостров Таймыр, попав в море Лаптевых северным морским путём.
В 1956 году известный полярный исследователь и историк географических открытий М. И. Белов предложил руководителем безвестной экспедиции считать мангазейского жителя Ивана Толстоухова, а её саму отнести к гораздо более позднему времени.
Известный голландский географ Николаас Витсен в книге «Северная и Восточная Тартария» — первом европейском труде о Сибири, изданном в 1692 году в Амстердаме, — ссылаясь на сведения, полученные от тобольского наместника А. П. Головина, сообщает, что в 1680-х годах из Туруханска вниз по Енисею «вышли в море 60 человек», чтобы оттуда направиться к Лене и «обогнуть Ледяной мыс». Никто из них назад не вернулся. Витсену было известно, что этот поход возглавлял «Иван, у которого прозвище Толстое Ухо, сын видного русского дворянина».
В вахтенном журнале бота «Оби-Почталион», плававшего у берегов Таймыра в XVIII веке, в июле 1738 года была сделана следующая запись: 

Паренаго репортовал: «написано на кресте: 7195 год. Ставил оный крест мангазейский человек Иван Толстоухов».
 Надпись на кресте означала, что Иван Толстоухов поставил его в 1687 году.
По мнению М. И. Белова, экспедиция Толстоухова, покинув зимовье Крестовское, продолжала путь на север, затем, обогнув Северо-Восточный мыс, двигалась вдоль западного берега Таймыра и в следующем году достигла Пясинского залива. В северной части залива Толстоухов соорудил зимовье и провёл там ещё одну зиму. Это зимовье обнаружил летом 1740 года Фёдор Минин, который нанёс толстоуховское зимовье на составленную им карту, которую отослал в Петербург в Адмиралтейств-коллегию.
Оказавшийся среди вещей русской экспедиции нож с надписью «Акакий Мурманец» даёт основание предположить, что он принадлежал одному из тех Мурманцев, которые таинственно исчезли из списков Енисейского уезда как раз в 1680-х годах, когда Иван Толстоухов двигался к северной части Таймыра. Вполне возможно, — утверждает Михаил Белов, — что Акакий Мурманец шёл вместе с Толстоуховым и вместе с ним погиб на Таймыре.

### «Златокипящая» Мангазея и её роль в российской истории и культуре
Раскопками установлено, что Мангазея состояла из кремля-детинца с внутренними постройками (воеводский двор, съезжая изба, соборная церковь, тюрьма) и посада, делившегося на торговую половину (гостиный двор, таможня, купеческие дома, 3 церкви и часовня) и ремесленную (80—100 жилых домов, литейные мастерские, кузницы и др.). Всего в городе было четыре улицы и свыше 200 жилых домов.
В городе, кроме казаков, стояла сотня стрельцов с пушками. Мангазея ведала всеми «тазовскими и нижнеенисейскими инородцами» — главным образом ненцами и селькупами — которые уплачивали наложенный на них «государев ясак» пушниной в казну «Большого Белого Царя», который, в свою очередь, обязался защищать местные племена и народы от воинственных соседей и разрешать внутриплеменные споры и конфликты.
Русские «купеческие людишки» вели меновую торговлю с окружающим местным населением: выменивали меха, особенно соболиные, сами промышляли охотой на соболя, занимались также рыболовством, скотоводством, судоходством, ремёслами — литейным, косторезным и другими.

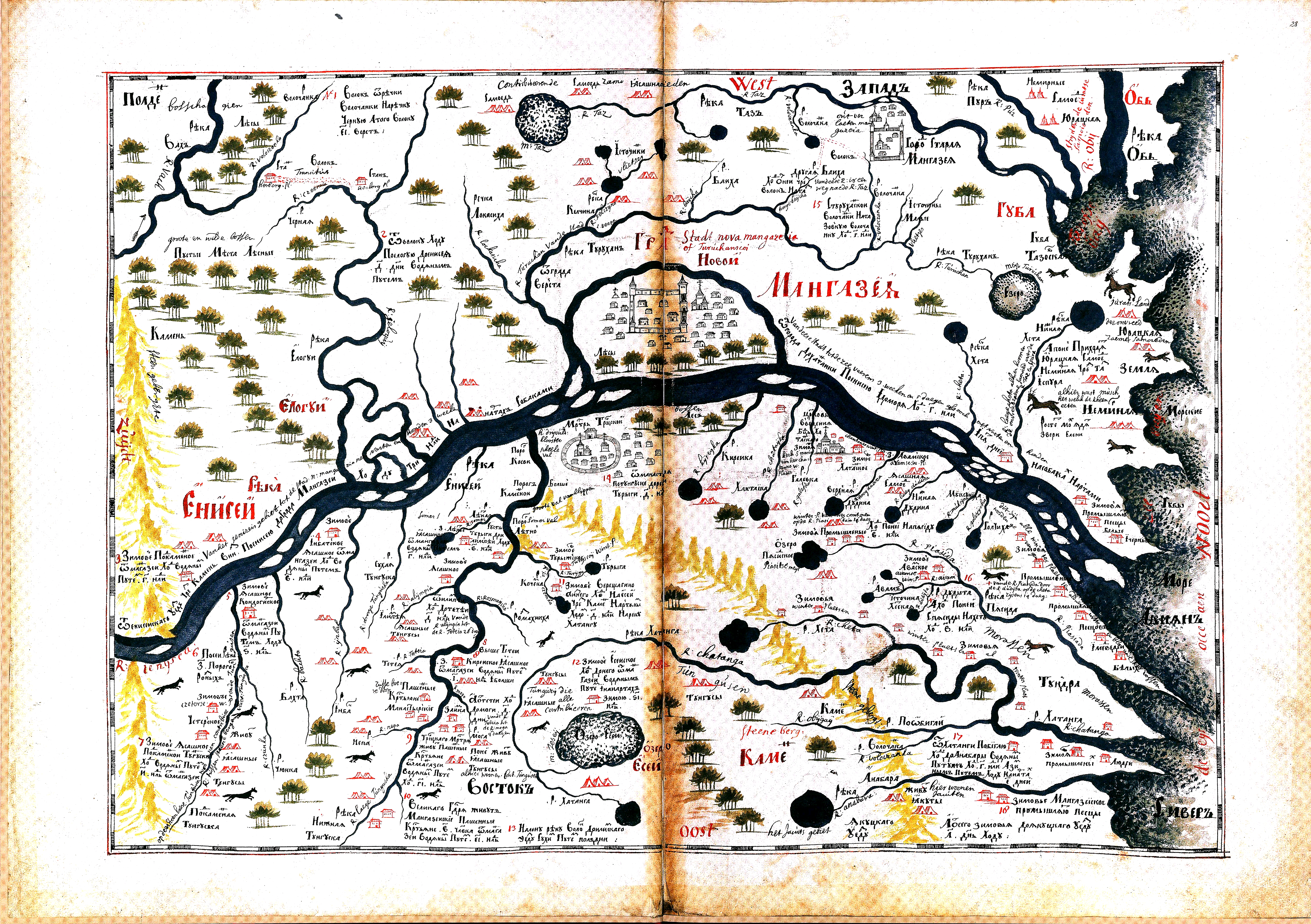
Карта города Новая Мангазея (современный Старотуруханск) с окрестностями конца XVII века из «Чертёжной книги Сибири» С. У. Ремезова (1701)

О богатстве города ходили легенды, за Мангазеей прочно закрепилось прозвание «златокипящая»; это был чрезвычайно богатый торгово-купеческий город, где товары и золото находились в большом по объёму и быстром по времени осуществления сделок торговом обороте, приносившим баснословные прибыли. Только за период 1630—1637 годов — время для Мангазеи далеко не лучшее — отсюда было вывезено около полумиллиона шкурок соболей. Торговые связи сибирского города выходили далеко за пределы России: через поморские города Европейского Севера России он был связан с крупными компаниями Западной Европы. Массы крестьян различных категорий, представители крупнейших торговых домов — именитых «гостей», как тогда называли купцов, Усовых, Ревякиных, Федотовых, Гусельниковых, Босовых и других — впервые объявились именно в Мангазее.
Во времена расцвета города в первой трети XVII века здесь скапливалось до двух тысяч купцов и промышленников.
После пожара 1619 года и ввиду неимоверных трудностей по доставке в город провианта и прочих запасов, а также вследствие уменьшения поголовья пушных зверей в Тазовском крае и основания Туруханска и Енисейска, влияние Мангазеи стало уменьшаться.
В 1630—1631 годах между мангазейскими воеводами Кокаревым и Палицыным разгорелась вражда, город и уезд лихорадило от этой распри, которая доходила до вооружённых столкновений. Нормальная жизнь населения была нарушена, воеводское «двоевластие» причиняло очевидный ущерб государственным интересам. И мангазейский «мир» в этой обстановке взял на себя функции управления. Мангазейцы составили коллективную «одиначную запись», в которой объявили о своей решимости укротить распрю воевод, пресекать их действия, нарушающие порядок и нормальную жизнь населения: чтобы воеводы «впредь со всяким оружием ходить не велели, и меж собою убийства не учинили, и над… городом и …казною никакие порухи и худа не делали». Свои подписи под этим документом поставили более 250 человек. Участники «одиначной записи» обязались «стоять и говорить друг за друга накрепко, бесстрашно». Жители проявили не только единство и сплочённость, но и острое чувство государственного порядка. «Мир» выступал в качестве ответственного за все происходящее и против воцарившейся в Мангазее анархии воеводского несогласия. Однако второй большой пожар в 1642 году привёл к быстрой деградации города, который окончательно запустел в 1662 году.
В 1672 году вышел официальный указ царя Алексея Михайловича об упразднении города. Окончательно Мангазея была оставлена в 1677 году, а её гарнизон был переведён на Енисей — в Туруханское зимовье.

## Новая Мангазея — Туруханск
В 1607 году в устье Нижней Тунгуски было срублено Туруханское зимовье. В 1672 году здесь был заложен русский город — Новая Мангазея. С 1780-х годов Новая Мангазея уже называется Туруханском и числится в Томской губернии. Современное название этого насёленного пункта — Старотуруханск.

## Старая и новая Мангазеи на картах

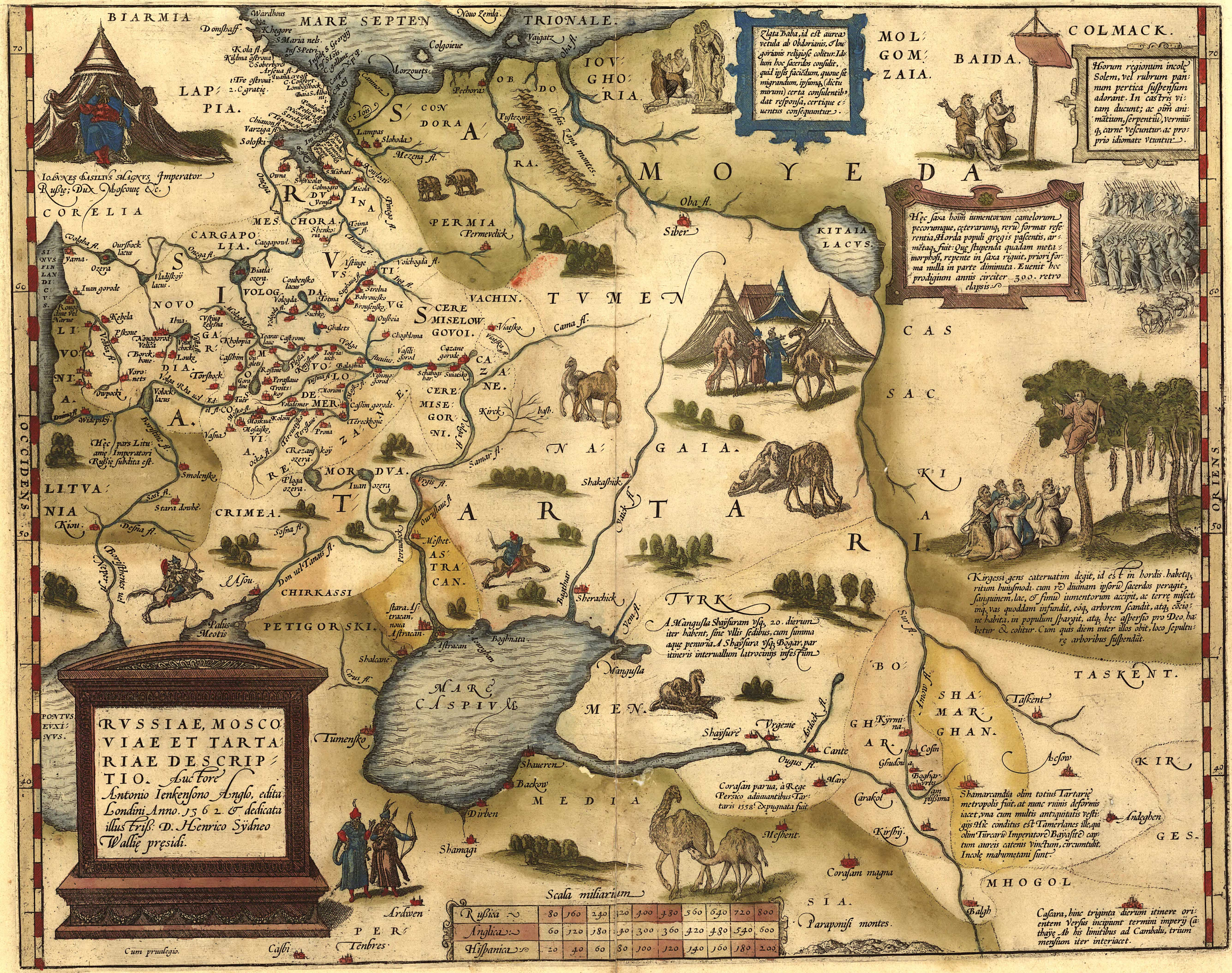
Molgomzaia на «Карте Руссии, Московии и Тартарии» Энтони Дженкинсона, 1562 год.

На картах XVIII века существуют две различные точки с названием Мангазея. С одной стороны, «Imperium Russiae Magnae juxta recentisimas observationes» (1744) за авторством Матеуса Зойтера и «Карта для изъяснения к сочинению о положении Югорской земли» изображают Stara Mangasea и развалины Старой Мангазеи на реке Таз. С другой стороны, на глобусе Универсальных солнечных часов императрицы Елизаветы Петровны, созданном в Инструментальной палате Петербургской академии наук в 1745 году, Мангазея показана на левом берегу Енисея напротив устья Нижней Тунгуски. Также на карте «Pars territorii Mangaseiensis et Iakutensis ostiaque fluviorum Ienisseæ et Lenæ» (1760) Мангазея указана вблизи устья Нижней Тунгуски в области Старотуруханска.
На карте Страленберга «Nova Descriptio Geographica Tattariae Magnae…» 1730 года обозначены и Старая и Новая Мангазея, а также залив Тазовской и Обской губы назван как «Море Мангазейское», обозначена провинция Мангазея на территории плато Путорана.

## История изучения
После того как город был оставлен и прекратил своё существование, в местных языках городище носило название «Тагаревы хард», что означало «Разломанный город».
Планомерное научное изучение Мангазеи началось в 1862—1863 годах, когда экспедиция Ю. И. Кушелевского на шхуне «Таз» прибыла на эти земли, чтобы установить границы средневекового городища. Хотя экспедиции и не удалось полностью решить свою задачу, ею было более-менее точно определено место будущих раскопок.
Первым, кто обнаружил, задокументировал точное местоположение заброшенного города и сделал краткое его описание, был российский путешественник О. В. Маркграф. В 1900 году, совершая поездку по рекам Енисею, Оби и Уралу, он обследовал городище и отписал о своей находке в Русское географическое общество. Следующая попытка исследовать легендарный город была предпринята в 1914 году томским биологом И. Н. Шутовым, который также обследовал городище и собрал небольшую коллекцию из обнаруженных на поверхности предметов.
В ходе более планомерных советских экспедиций 1927 и 1946 годов был детально изучен рельеф городища и составлен его первый план. Исследования 1946 года проводил российский археолог Валерий Чернецов, но раскопки осуществлялись недолго и в сентябре были свёрнуты.
Летом 1964 года Мангазею посетила группа энтузиастов, в которую входил писатель Борис Лиханов. В последующие несколько лет эти экспедиции продолжались и обнаружили в окрестностях бывшей Мангазеи следы древних поселений.
19-20 августа 1967 года путешественник и потомственный помор Дмитрий Буторин и писатель Михаил Скороходов повторили на карбасе «Щелья» торговый путь купцов XVII века («Мангазейский морской ход» — Северный морской путь) из Архангельска в Мангазею.
Полномасштабное научно-археологическое изучение Мангазеи началось летом 1968 года с прибытия на место комплексной историко-археологической и физико-географической экспедиции АН СССР. В 1968—1970 годах, затем — в 1973 году здесь проводились археологические исследования под руководством историка Михаила Белова.
При раскопках Мангазеи в 1972—1975 годах профессором М. И. Беловым был обнаружен обширный литейный двор. В остатках найденных медных изделий присутствовали платиноиды. Это говорит о том, что руда для плавки привозилась из норильских месторождений. 
22 декабря 1981 года издательство «Наука» АН СССР под редакцией историка М. И. Белова выпустило коллективную монографию «Мангазея. Материальная культура русских полярных мореходов и землепроходцев XVI—XVII вв.», суммирующую все знания о заполярном русском городе и рассчитанную на широкий круг читателей.

### Книги
- Белов М. И. Мангазея. — Л.: Гидрометеоиздат, 1969. — 128 с. — 37 000 экз.
- Белов М. И. Раскопки «златокипящей» Мангазеи: Публичные лекции, прочитанные в лектории им. Ю. М. Шокальского. — Л.: Изд-во Географического общества СССР, 1970. — 40 с.
- Белов М. И. По следам полярных экспедиций. — Л.: Гидрометеоиздат, 1977. — 144 с. — 50 000 экз.
- Белов М. И., Овсянников О. В., Старков В. Ф. Мангазея: Мангазейский морской ход. Ч. 1. — Л.: Гидрометеоиздат, 1980. — 164 с. — 3350 экз.
- Белов М. И., Овсянников О. В., Старков В. Ф. Мангазея: Материальная культура русских полярных мореходов и землепроходцев XVI—XVII вв. Ч. 1-2. — Л.: Наука, 1981. — 148 с. — 2700 экз.
- Бычков А. А. «Исконно русская» земля Сибирь. — М.: Олимп: АСТ: Астрель, 2006. — 318 с. — (Историческая библиотека). — ISBN 5-271-14047-4.
- Визе В. Ю. История исследования Советской Арктики. Карское и Баренцово моря. — 3-е изд. — Архангельск: Севкрайгиз, 1935. — 250 с. — 15 000 экз.
- Дьяконов М. А. Путешествия в полярные страны. — Л.: Изд-во Всесоюзного Арктического ин-та, 1933. — 208 с. — (Полярная библиотека).
- Дьяконов М. А. История экспедиций в полярные страны. — Архангельск: Архангельское обл. изд-во, 1938. — 487 с.
- Житков Б. М. Город Мангазея и торговый путь через Ямал. — М.: Унив. тип., 1903. — 15 с.
- Кушелевский Ю. И. Северный полюс и земля Ялмал. Путевые записки. — СПб.: Тип. М. В. Д., 1868. — 155 с.
- Никитин Н. И. Сибирская эпопея XVII века: Начало освоения Сибири русскими людьми. — М.: Наука, 1987. — 176 с. — (Страницы истории нашей Родины). — 50 000 экз.
- Никитин Н. И. Освоение Сибири в XVII веке. — М.: Просвещение, 1990. — 144 с. — 100 000 экз. — ISBN 5-09-002832-X.
- Обручев С. В. Таинственные истории. — М. Мысль, 1973. — 108 с.
- Пасецкий В. М.. Арктические путешествия россиян. — М.: Мысль, 1974. — 230 с.: ил.
- Пасецкий В. М. Русские открытия в Арктике. — Часть 1. — СПб.: Адмиралтейство, 2000. — 606 с.: ил. — (Золотое наследие России).
- Ципоруха М. И. Покорение Сибири: От Ермака до Беринга. — М.: Вече, 2013. — 368 с. — (Моя Сибирь). — ISBN 978-5-4444-1008-0.

Художественная:
- Елегечев И. З. Мангазея: Роман / Худож. Ю. А. Зибров. — Воронеж: Центр.-Чернозём. кн. изд-во, 1982. — 278 с.

### Статьи
- Бахрушин С. В. Мангазейская мирская община в XVII в. // Бахрушин С. В. Научные труды. Т. III. М.: Изд-во АН СССР, 1955.
- Белов М. И., Овсянников О. В. Раскопки Мангазеи (некоторые итоги исследования 1968—1969 гг.) // Советская археология. — 1972. — № 1. — С. 215—232.
- Белов М. И. Пинежский летописец о разведочном походе поморов в Мангазею (конец XVI в.) //Рукописное наследие Древней Руси. По материалам Пушкинского дома. — Л., 1972. — С. 279—285.
- Буцинский П. Н. К истории Сибири: Мангазея и мангазейский уезд (1601 г.—1645 г.) // Записки Императорского Харьковского университета : журнал. — Харьков, 1893. — Вып. I. — С. 33—98.
- Васильев В. И. Энцы // Народы России: энциклопедия / Гл. ред. В. А. Тишков. — М.: Большая Российская энциклопедия, 1994. — С. 420—421. — 479 с. — ISBN 5-85270-082-7.
- Вершинин Е. В. О соотнесении данных письменных источников и археологии при раскопках Мангазеи //Русские. Материалы VII-го Сибирского симпозиума «Культурное наследие народов Западной Сибири» (9-11 декабря 2004 г., г. Тобольск). — Тобольск, 2004. — С. 14-18.
- Визгалов Г. П. Русское посадское домостроение на севере Западной Сибири в XVII веке (по материалам новых исследований Мангазеи) //Русские. Материалы VII-го Сибирского симпозиума «Культурное наследие народов Западной Сибири» (9-11 декабря 2004 г., г. Тобольск). — Тобольск, 2004. — С. 19-25.
- Косинцев П. А., Лобанова Т. В., Визгалов Г. П. Историко-экологические исследования в Мангазее //Русские. Материалы VII-го Сибирского симпозиума «Культурное наследие народов Западной Сибири» (9-11 декабря 2004 г., г. Тобольск). — Тобольск, 2004. — С. 36-39.
- Кочедамов В. И. Город Мангазея // Известия высших учебных заведений. Строительство и архитектура, 1969, № 2, С. 82-88. Электронное репринтное издание.
- Липатов В. М. Легенды и быль о Василии Мангазейском //Русские. Материалы VII-го Сибирского симпозиума «Культурное наследие народов Западной Сибири» (9-11 декабря 2004 г., г. Тобольск). — Тобольск, 2004. — С. 40-43.
- Лиханов Б. Там, где стояла Мангазея // Сибирский меридиан. Туристско-краеведческий сборник по Западной Сибири / Составители В. В. Ухов и В. С. Лихолитов. — М.: Профиздат, 1983. — С. 54—57. — 145 с.
- Овсянников О. В. Из истории русского оборонного зодчества XVII в. // Краткие сообщения Института археологии. — М.: Наука, 1972. — Вып. 129. — С. 37—41.
- Овсянников О. В. Дом и усадьба в сибирском городе XVII в. // Краткие сообщения Института археологии. — М.: Наука, 1973. — Вып. 136. — С. 41—46.
- Пархимович С. Г. Магические строительные обряды в Мангазее //Русские. Материалы VII-го Сибирского симпозиума «Культурное наследие народов Западной Сибири» (9-11 декабря 2004 г., г. Тобольск). — Тобольск, 2004. — С. 47-53.
- Пархимович С. Г. Новые исследования Мангазейского городища //Земля Тюменская: Ежегодник Тюменского областного краеведческого музея: 2005. — Вып. 19. — Тюмень, 2006. — С. 159—167. — ISBN 5-88081-556-0
- Солодкин Я. Г. Воеводы и письменные головы Мангазеи первой половины XVII века (Новые материалы) //Западная Сибирь: история и современность: Краеведческие записки. — Вып. 4. — Тюмень, 2001. — С. 16-19.
- Полетаев А. В. Мангазейская ссылка в XVII в.
- Полетаев А. В. Осень Мангазеи (Два документа по истории «старой» Мангазеи)
- Ополовников А. В., Крадин Н. П. Стены и башни Мангазеи
- Portal R. La Russes en Sibérie au XVII siècle // Revue d’histoire moderne et contemporaine. 1958. Janvier-Mars. P. 5-38. Рус. пер.: Порталь Роже. Русские в Сибири в XVII веке.
- Пикуль В. С. Исторические миниатюры, Мангазея златокипящая. — М.: АСТ; Вече, 2002. — ISBN 5-17-010666-1.
- Филин П.А. Мангазея - первый русский город Сибирского Заполярья // Арктика - 2035. №1 (17). 2024. С. 84-92.